# Митулинский, Юрий Тарасович
Юрий Тарасович Митулинский (23 декабря 1926, Золотоноша, Черкасский округ — 30 января 1988, Киев) — советский организатор и разработчик в области автоматизации проектирования. Кандидат технических наук (1968). Заслуженный машиностроитель УССР (1981).

## Биография
В 1929 году переехал с родителями в город Киев.
В 1934 по 1941 годах — учился в средней школе № 11 Киева.
В 1948 по 1953 годах — студент Киевского института киноинженеров (электротехнический факультет). Диплом с отличием.
В 1954 по 1957 годах — работал старшим инженером «Киевпроекта».
С 1957 года работал в Вычислительном Центре АН УССР, а с 1962 года в Институте кибернетики АН УССР.
В 1963 году, под руководством академика Глушкова В. М., создал и возглавил Специальное конструкторское бюро математических машин и систем, где проработал директором всю оставшуюся жизнь.
В 1986 году — персональный пенсионер республиканского значения.
Похоронен на Байковом кладбище Киева.

## Научная деятельность
За время работы на занимаемой должности брал непосредственное участие в разработке комплекса потенциальных элементов «МИР-1» и «МИР-2», также конструировании и внедрении первой в СССР полупроводниковой вычислительной машины «Днепр».
Под его руководством в СКБ ММС Института кибернетики АН УССР проведено конструирование и создание опытных образцов широко известных серии вычислительных машин «Киев», «Проминь» и другие. Участник космической программы Союз — Аполлон (1975).
Опубликованы 22 работы в области вычислительной техники.

## Награды
- Орден «Знак Почёта»;
- Медаль «Ветеран труда»;
- Медаль «В память 1500-летия Киева»;
- Государственная премия УССР в области науки и техники (1976) — за работу «Система автоматического контроля качества деталей авиационных газотурбинных двигателей»;
- Премия Совета Министров СССР (1981) — за разработку и внедрение комплекса программно-технических средств для создания многоуровневых автоматизированных систем сбора, передачи и обработки данных (система «Барс»);
- Награждён многими медалями и дипломами ВДНХ СССР;
- Почетная грамота Президиума Академии наук УССР (1982).